# 1930년 전국체육대회 정구
1930년 전국체육대회 정구는 일제강점기 조선 경성부에서 개최된 1930년 전국체육대회의 경기 종목이다. '제10회 전조선정구대회'로 개최되었으며 1930년 9월 9일부터 9월 10일까지 경성운동장 정구장에서 개최되었다.
소학부 종목에서 2개 선수단이 참가하여 공옥보통학교가 우승하였고, 중학부 종목에서는 8개 선수단이 참가하여 경신학교가 우승했다. 청년부 종목에서는 6개 선수단이 참가하여 보성전문학교 A팀이 우승했다. 각 종목별 우승 선수단을 제외하고 경기 결과, 대진, 참가 선수단 등 대회 결과에 대한 기록은 남아 있지 않다.

## 참고 문헌
- 대한체육회 (1990). 《대한체육회 70년사》.
- 대한체육회 (2011). 《대한체육회 90년사》.
- “제11회 전국체육대회 정구 경기 결과”. 대한체육회.[깨진 링크(과거 내용 찾기)]